# Lucy Prenant
Pour les articles homonymes, voir Prenant.
Lucy Prenant (née Soto), née le 10 juillet 1891 à Paris et morte le 29 janvier 1978 dans la même ville, est une philosophe et enseignante française. Elle est directrice de l'École normale supérieure de jeunes filles de 1944 à 1956.

## Biographie
Lucy Soto naît à Paris en 1891, dans une famille aux origines séfarades. Elle fait ses études à la Sorbonne, où elle obtient en 1910 une licence de philosophie et, en 1912, un diplôme d’études supérieures, avec un mémoire intitulé « Rapport des théories biologiques de M. René Quinton avec la théorie de l’évolution » et une licence ès sciences. Elle est infirmière durant la Première Guerre mondiale, rattachée à une ambulance parisienne puis dans des hôpitaux, dans les Vosges et à la Salpêtrière. Elle enseigne d'octobre 1916 à juin 1917 dans un collège de garçons d'Étampes, dans des classes de première et de terminale. Elle épouse en mai 1917 Marcel Prenant, dont elle a fait connaissance pendant ses études, le couple a deux enfants, la philosophe et résistante Jeannette Colombel née en 1919 et le géographe André Prenant né en 1926. 
Elle est reçue deuxième à l'agrégation de philosophie en 1920. Elle enseigne dans plusieurs établissements, puis est nommée professeure de khâgne au lycée Fénelon à Paris en octobre 1925. En octobre 1939, elle enseigne en hypokhâgne et khâgne au lycée de jeunes filles de Bordeaux où son poste a été transféré, tandis que son mari est mobilisé dans l'Aisne. Elle retrouve son poste au lycée Fénelon en juillet 1940, cependant, elle est mise à la retraite le 20 décembre 1940 après la publication du statut des juifs.
À la Libération, elle est « chargée des fonctions de directrice de l’ENS de Sèvres » par un arrêté du 30 août 1944, confirmé le 24 novembre 1944. Elle est une candidate idéale pour cette fonction, à la fois sur le plan scientifique, mais également sur le plan politique. Elle gère l'installation de l'école dans des bâtiments pérennes, notamment au 48 boulevard Jourdan à Paris à partir d'avril 1949. Elle est mise à la retraite en 1956, année de ses 65 ans, malgré sa demande de prolonger son mandat au-delà, en raison de son éviction par le gouvernement de Vichy, mais cela lui est refusé car elle n'a pas eu trois enfants. Par ailleurs, elle n'a jamais été nommée directrice en tant que telle, et ne peut prétendre qu'à une retraite de professeure. Une partie de ses ennuis administratifs peut être imputée à ses sympathies communistes, bien qu'elle n'ait jamais été membre au Parti communiste.
Elle meurt à Paris le 29 janvier 1978,.